# Plemiona Europy
Plemiona Europy (ang. Tribes of Europa) – to niemiecki serial telewizyjny z gatunku science fiction stworzony przez Philipa Kocha. Serial miał premierę w 19 lutego 2021 na platformie Netflix.

## Fabuła
Akcja serialu toczy się w roku 2074 w Europie zamieszkałej przez plemiona walczące między sobą o władzę w postapokaliptycznym świecie. Troje rodzeństwa podczas polowania w lesie zauważa spadający statek powietrzny, który staje się źródłem ich dalszych problemów.

## Obsada
- Henriette Confurius jako Liv
- Emilio Sakraya jako Kiano
- David Ali Rashed jako Elja
- Melika Foroutan jako Varvara
- Oliver Masucci jako Moses
- Robert Finster jako David
- Benjamin Sadler jako Jakob
- Ana Ularu jako Grieta
- Jeanette Hain jako Amena
- Michaël Erpelding jako Pilot Atlantów
- James Faulkner jako Generał Cameron
- Johann Myers jako Bracker
- Klaus Tange jako Mark
- Sebastian Blomberg jako Yvar
- Jannik Schümann jako Dewiat
- Alain Blazevic jako Crimson
- Hoji Fortuna jako Ouk

## Produkcja
Zdjęcia kręcono w Chorwacji (Zagrzeb, Pomnik Powstania Ludu Banoviny i Kordunu w żupanii karlowackiej, Bale w żupanii istryjskiej, wyspa Pag, Park Narodowy Krka).